# Stade Jules-Lemaire
Le stade Jules-Lemaire est l'ancien stade principal de Mons-en-Barœul, ville jouxtant Lille. Inauguré en 1901, il était principalement utilisé par le Sporting Club fivois puis le LOSC après-guerre, en alternance avec le stade Henri-Jooris. Le Lille OSC préférant jouer uniquement dans ce dernier à partir de 1949, Jules-Lemaire devient inutile et est démoli en 1959.

## Histoire du stade
Le Sporting Club fivois évolue dès sa création en 1901 dans le stade Félix-Virnot, sur un terrain offert par Albert Virnot, négociant à Mons-en-Barœul. La construction du stade est financée par la famille Virnot et des supporters.
À la suite de la professionnalisation du club en 1932, le stade Virnot est rénové et des travaux importants y sont effectués ; on y change notamment l'orientation des buts.
En novembre 1937, le stade est renommé stade Jules-Lemaire, du nom d'un dirigeant du SC Fives décédé cette année-ci.
Après la Seconde Guerre mondiale, le LOSC, issu de la fusion entre l'Olympique lillois et le SC Fives, décide d'alterner ses matchs à domicile au Jules-Lemaire et au stade Henri-Jooris. Peu à peu, le club privilégie le stade Henri-Jooris et le stade Jules-Lemaire devient le terrain d'entraînement. Il est finalement détruit en 1959.